# Mörrums GoIS FK
Mörrums GoIS FK, bildad 1925, är en fotbollsklubb från Mörrum i Blekinge och en del av alliansföreningen Mörrums GoIS. Spelar säsongen 2020 i Division 4 Blekinge. Mörrums GoIS FK spelar sina hemmamatcher på Laxvallen.